# モンモオ
モンモオとは、北海道空知管内滝川市の「おかだ菓子舗」で製造販売されている菓子。

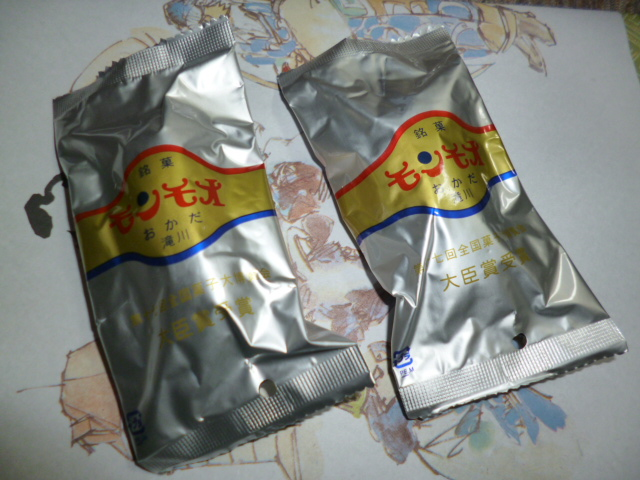
パッケージ

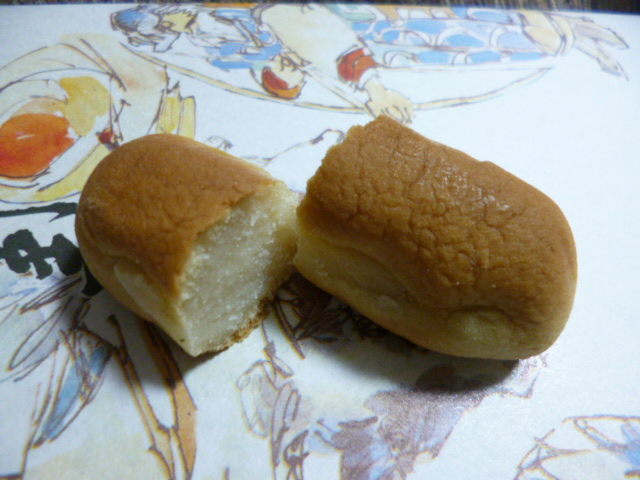
中身

## 概要
手芒豆に牛乳やバターを練り込んだ白餡を醤油味付きの皮で包んだ焼き菓子で、当初は風月堂から発売され第17回全国菓子大博覧会大臣賞を受賞。その後1980年代におかだ菓子舗が製造を引き継ぎ、45年以上たっても滝川市民に愛されているという。名前の由来は、乳製品を多く使った特徴を強調するべく、牛の鳴声とされる「モーモー」をもじった形としている。
バターを使用し保存料や添加物を一切使わない為、通常品は常温保存が出来ず、消費期限が夏場（5 - 10月）で5日、冬場（11- 4月）で6日と短い。但し、ベルロード店や丸井今井きたキッチンに納入する真空パック品は常温で30日保存が可能である。

## 販売店
- おかだ菓子舗本店、ベルロード店
- 丸井今井きたキッチン（さっぽろ地下街オーロラタウン・新千歳空港）